# George C. Pimentel
George Claude Pimentel (* 2. Mai 1922 in Rolinda (Kalifornien); † 18. Juni 1989) war ein US-amerikanischer Chemiker, insbesondere bekannt für seine Pionierarbeit über chemische Laser.
Pimentel wuchs als Sohn französischer Eltern in einem der ärmeren Viertel von Los Angeles auf und studierte nach dem High-School-Abschluss 1939 Chemie an der University of California, Los Angeles (Abschluss 1943). Im Zweiten Weltkrieg war er kurz im Manhattan Project in Berkeley, wechselte dann aber – nachdem er die Ziele der Forschung erkannte – lieber zum Dienst in der US Navy auf einem U-Boot. Nach dem Krieg setzte er sein Studium an der University of California, Berkeley, fort und wurde 1949 bei Kenneth S. Pitzer promoviert. Er blieb den Rest seiner Karriere in Berkeley, wo er Professor für Chemie war. Er war Direktor des Laboratory of Chemical Dynamics und Associate Director des Lawrence Berkeley National Laboratory.
In den 1950er Jahren entwickelte er die Matrix-Isolationstechnik zum Einfang freier Radikale (durch Einbau zum Beispiel in eine Matrix fester Edelgase bei tiefen Temperaturen), die damit spektroskopisch untersucht werden konnten. Er entwickelte Methoden der Infrarotspektroskopie und wandte sie unter anderem auf das Studium der Wasserstoffbrückenbindung an, über die er mit McClellan ein Standardwerk schrieb.
Pimentel ist bekannt als Entwickler des ersten chemischen Lasers (das heißt Laser, die ihre Energie aus chemischen Reaktionen beziehen) in den 1960er Jahren.
1960 gab er mit anderen ein weit verbreitetes High-School-Lehrbuch über Chemie heraus (Chemistry - an experimental science).
Er war seit 1966 Mitglied der National Academy of Sciences, deren Deputy Director er 1977 bis 1980 war. Er gab 1986 deren Report über Opportunities in Chemistry heraus (Pimentel Report). 1968 wurde er Mitglied der American Academy of Arts and Sciences und 1985 der American Philosophical Society. 1986 war er Präsident der American Chemical Society. Im Jahr 1985 wurde er zum Mitglied der Leopoldina gewählt.
Sein Labor baute Infrarot-Spektrometer für die Mars-Missionen Mariner 6 und 7 und war an der Auswertung der Messergebnisse beteiligt. 1967 bewarb er sich als Wissenschaftler für das Astronauten Training der NASA und schloss bei den Tests erfolgreich ab, wurde dann aber wegen eines kleineren Sehfehlers nicht genommen.
1982 erhielt er den Wolf-Preis in Chemie, 1985 die National Medal of Science, 1989 die Priestley-Medaille, 1985 die Franklin Medal und 1986 den Welch Award. 1959 erhielt er den George A. Olah Award in Hydrocarbon or Petroleum Chemistry. 1985 wurde ihm von der Gesellschaft Deutscher Chemiker die August-Wilhelm-von-Hofmann-Denkmünze verliehen.
Der George C. Pimentel Award in Chemical Education der American Chemical Society ist nach ihm benannt.

## Schriften
- George C. Pimentel (Editor): Chemistry: An Experimental Science. W H Freeman & Co, 1963, ISBN 978-0-7167-0002-9., Archive
  - Dazu: Teachers Guide 1963 (Archive)
- A.L. McClellan, George C. Pimentel: Hydrogen Bond. W.H.Freeman & Co Ltd, 1960, ISBN 978-0-7167-0113-2.
- mit Richard D. Spratley: Zum Verständnis der Chemischen Thermodynamik. Eine Einführung in ihre Denkweise, Springer 1979 (englisches Original: Understanding Chemical Thermodynamics, Holden-Day 1969)
- mit Richard D. Spratley: Chemical bonding clarified through quantum mechanics, Holden-Day 1969